# 科特蘭 (印第安納州)
科特蘭（英語：Cortland）是位於美國印地安納州傑克遜縣的一個非建制地區。該地的面積和人口皆未知。